# ادعاءات بارتكاب جرائم حرب في حرب لبنان 2006
ادعاءات بارتكاب جرائم حرب في حرب لبنان 2006 تشير إلى مزاعم من مختلف الجماعات والأفراد بما في ذلك منظمة العفو الدولية وهيومان رايتس ووتش ومسؤولو الأمم المتحدة الذين اتهموا كل من حزب الله وإسرائيل بانتهاك القانون الدولي الإنساني خلال حرب لبنان 2006 وحذر من جرائم الحرب المحتملة. شملت هذه الادعاءات شن هجمات متعمدة على المدنيين أو البنية التحتية والهجمات غير المتناسبة أو العشوائية واستخدام الدروع البشرية واستخدام الأسلحة المحظورة.
بموجب القانون الإنساني الدولي فإن الأطراف المتحاربة ملزمة بالتمييز بين المقاتلين والمدنيين وضمان أن تكون الهجمات على أهداف عسكرية مشروعة متناسبة وأن تضمن أن الميزة العسكرية لهذه الهجمات تفوق الضرر المحتمل الذي يلحق بالمدنيين. تعتبر انتهاكات هذه القوانين جرائم حرب.
وفقا لتقارير إعلامية مختلفة أفيد عن مقتل ما بين 1000 و 1200 مواطن لبناني وكان هناك ما يتراوح بين 1500 و 2500 شخص وجرح أكثر من 11000 شخص بصفة مؤقتة. قتل أكثر من 150 إسرائيليا منهم حوالي 700 جريح و 300,000-500,000 نزحوا.
اتهمت إسرائيل حزب الله بالتعمد باستهداف المدن والمراكز المدنية في إسرائيل بنيران مميتة حيث تركز بطارياتها الصاروخية الهجمات على المدن الإسرائيلية على طول الحدود التي لم يكن لمعظمها انتماء مباشر إلى أي نشاط عسكري. في المقابل ادعى حزب الله أن صواريخه قد تكون قد أصابت مناطق بها مدنيين إسرائيليين بسبب عدم دقة الأسلحة في حين كان معظمها يهدف إلى ضرب مناطق صناعية عسكرية واستراتيجية. قالت إسرائيل أنها حاولت تجنب المدنيين وقامت بتوزيع منشورات تدعو السكان المدنيين إلى الإخلاء ولكن حزب الله خزن الأسلحة وأطلق من المناطق المدنية ونقل الأسلحة باستخدام سيارات الإسعاف مما جعل تلك المناطق أهدافا مشروعة يستخدمون المدنيين كدروع بشرية.

## استخدام الدروع البشرية
اتهم مسؤولون إسرائيليون حزب الله بتعمد استخدام السكان المدنيين كدروع بشرية وذكرت العديد من التقارير أن حزب الله أطلق صواريخ من المناطق السكنية لرد النيران الإسرائيلية على تلك المناطق مما أدى إلى زيادة عدد الضحايا المدنيين. أصدر الجيش الإسرائيلي صورا وأشرطة فيديو قال فيها أن استخدام حزب الله للمساجد والمنازل لتخزين الصواريخ وإطلاقها. ادعى الجيش الإسرائيلي أن حزب الله أقام حواجز على الطرق لمنع السكان من مغادرة منطقة الحرب في حين أفادت منظمة العفو الدولية أن «حوالي 100 ألف مدني محاصرين في جنوب لبنان ويخشون الفرار بعد التهديدات الإسرائيلية باستهداف جميع المركبات المتحركة» وبعد تصريحات وزير العدل الإسرائيلي حاييم رامون بأن «كل هؤلاء الموجودين الآن في جنوب لبنان إرهابيون يرتبطون بطريقة ما بحزب الله».
في الوثائق الأمريكية التي تسربت عبر الإنترنت زعم أن حزب الله استخدم سيارات الإسعاف لنقل الأسلحة خلال الحرب.
قامت منظمة العفو الدولية بالتحقيق في الشكاوى الإسرائيلية من استخدام حزب الله للدروع البشرية لكنها لم تجد أي دليل على هذه الادعاءات. خلصوا إلى أنه «لم يكن من الواضح أن المدنيين كانوا موجودين ويستخدمون كدروع بشرية». أيد بيان صادر عن هيومن رايتس ووتش استنتاج منظمة العفو الدولية «ولم يعثر على أي حالة استخدم فيها حزب الله المدنيين عمدا كدروع لحمايتهم من هجوم الجيش الانتقامي».
قالت هيومن رايتس ووتش أنه «في حين أنه قد يكون من غير القانوني... وضع القوات والأسلحة والذخائر داخل أو بالقرب من المناطق المكتظة بالسكان إلا أنها تكون محمية عندما يكون هناك نية محددة لاستخدام المدنيين لردع هجوم». قال الأمين العام للأمم المتحدة للشؤون الإنسانية جان إيغلاند بعد مهمته لتنسيق جهود المساعدات في لبنان: «يجب على حزب الله أن يوقف هذا المزج الجبان... بين النساء والأطفال» و«سمعت أنهم فخورون لأنهم فقدوا عددا قليلا جدا من المقاتلين بينما كان المدنيون يتحملون العبء الأكبر من هذا ولا أعتقد أنه ينبغي لأي شخص أن يفخر بوجود عدد أكبر من الأطفال والنساء القتلى أكثر من الرجال المسلحين».
وجد تقرير هيومن رايتس ووتش في 6 سبتمبر 2007 أن معظم الوفيات بين المدنيين في لبنان نتج عن «ضربات جوية إسرائيلية عشوائية» ووجدت أن الطائرات الإسرائيلية استهدفت سيارات تحمل المدنيين الفارين. ذكر التقرير أن التحقيق «يدحض الحجج التي أدلى بها المسؤولون الإسرائيليون بأن معظم الخسائر المدنية اللبنانية كانت بسبب اختباء حزب الله بشكل روتيني بين المدنيين». في بيان صدر قبل الإفراج عن التقرير قالت منظمة حقوق الإنسان أنه لا يوجد أساس لادعاء الحكومة الإسرائيلية بأن الإصابات بين المدنيين نجمت عن مقاتلي حزب الله باستخدام المدنيين كدروع. قال كينيث روث المدير التنفيذي لهيومن رايتس ووتش أنه لم تكن هناك سوى حالات «نادرة» لحزب الله في القرى المدنية. أضاف: «على العكس من ذلك وبمجرد بدء الحرب غادر معظم المسؤولين العسكريين في حزب الله وحتى العديد من المسؤولين السياسيين القرى». «معظم نشاط حزب الله العسكري نفذ من مواقع جاهزة خارج القرى اللبنانية في التلال والوديان حولها».
اتهم وكيل الأمين العام للأمم المتحدة للشؤون الإنسانية ومنسق الإغاثة في حالات الطوارئ جان إيغلاند حزب الله عند زيارته إلى لبنان ب«مزج جبان... بين النساء والأطفال، وسمعت أنهم فخورون لأنهم فقدوا عددا قليلا جدا من المقاتلين» وقال تقرير لهيومن رايتس ووتش صدر في 3 أغسطس: «لا أرى أن أحدا يجب أن يفخر بوجود عدد أكبر من الأطفال والنساء القتلى من الرجال المسلحين»:
في التقرير نفسه كتبت هيومن رايتس ووتش:
كتبت هيومن رايتس ووتش في وقت لاحق مقال افتتاحي تكرر فيها هذه المخاوف في سياق انتقاد شديد لسلوك كلا الجانبين في النزاع في 5 أكتوبر.
خلص تقرير لمنظمة العفو الدولية صدر في 21 نوفمبر 2006 إلى أنه لا توجد «أدلة قاطعة» على استخدام «الدروع البشرية»:
كانت هناك تقارير أخرى تفيد بأن حزب الله يستخدم المدنيين كدروع بشرية. في 12 يوليو في نفس اليوم الذي شن فيه حزب الله الحرب عن طريق خطف الجنديين الإسرائيليين نشرت الحكومة الإسرائيلية دليلا فوتوغرافيا وبصريا على تكتيكات الدروع البشرية لحزب الله. طبعت صحيفة صنداي هيرالد صن الصور التي تم تهريبها من لبنان. أحدهم يظهر مسلحين في بلدة لبنانية يركبون شاحنة مجهزة مدفع مضاد للطائرات وآخر يظهر مسلحا يحمل بندقية أك-47. قال المصور وهو رجل في ملبورن رفض ذكر اسمه أنه كان على بعد أقل من 400 متر من الكتلة عندما تم طمسها. قال أن: «حزب الله جاء لإطلاق صواريخه ثم في غضون دقائق انتقدت المنطقة من قبل طائرات إسرائيلية... حتى وصول مقاتلي حزب الله لم يكن قد لمست من قبل الإسرائيليين ثم دمرت تماما وكانت المذبحة. توفي بريئين في هذا الحادث لكنه كان محظوظا جدا لم يكن أكثر من ذلك». ذكرت صحيفة النيويوركر كيف تم استخدام مسجد صيدا كمخزن لأسلحة حزب الله قبل أن تقصفه إسرائيل.
في 5 ديسمبر 2006 قام الجيش الإسرائيلي برفع السرية عن التصوير الفوتوغرافي والفيديو الذي سجل أدلة على تكتيكات الدروع البشرية لحزب الله. ذكر موقع واي نت للأخبار على الإنترنت:
أشار المتحدث باسم الجيش الإسرائيلي جاكوب دالال إلى أن الكثير من الأسلحة التي تهدد إسرائيل كانت تخزن عمدا بين المدنيين: «يتم تخزين الكثير من الصواريخ في منازل الناس في المناطق الحضرية حيث يتم إطلاقها من داخل القرى». كما يزعم الجيش الإسرائيلي أن مقاتلي حزب الله يمنعون أو يعوقون إجلاء المدنيين من جنوب لبنان على الرغم من تحذيرات إسرائيل بذلك مما يحافظ على المدنيين داخل المسرح العسكري ويعرضهم للخطر.
خلال عملية مداهمة في بعلبك عثرت القوات الإسرائيلية على ما وصفه قادة الجيش الإسرائيلي لوسائل الإعلام بأنه «مبنى في المستشفى كان بمثابة مجمع لمكتب حزب الله». جمع الجنود الإسرائيليون أسلحة ووثائق ومعلومات استخباراتية أخرى مفيدة من المستشفى. وفقا لموقع قناة العربية فإن مقاتلي حزب الله يرتدون الزي الرسمي في المعركة ولكن يلبسون لباس مدني عندما يتواجدون بين المدنيين. من ثم فإن مقاتلي حزب الله الذين سقطوا في المناطق المدنية من المرجح أنهم حسبوهم على أنهم ضحايا من المدنيين.
في مقال نشرته صحيفة واشنطن تايمز مؤخرا كشفت الصحيفة عن الاستعدادات التي قام بها حزب الله قبل حرب يوليو لإخفاء الأسلحة في المنازل المدنية الخاصة.
في 6 سبتمبر 2007 أفادت وكالة أسوشييتد برس أن تقريرا جديدا عن هيومن رايتس ووتش خلص إلى أن معظم الوفيات بين المدنيين في لبنان نتجت عن «ضربات جوية إسرائيلية عشوائية» ووجدت أن الطائرات الإسرائيلية استهدفت سيارات تحمل المدنيين الفارين. ذكر التقرير أن حزب الله «قام أحيانا بإطلاق الصواريخ من المناطق المأهولة بالسكان وتخزينها ونشر قواتها بين السكان المدنيين». في بيان صدر قبل الإفراج عن التقرير قالت منظمة حقوق الإنسان أنه لا يوجد أي أساس لادعاء الحكومة الإسرائيلية بأن الخسائر في صفوف المدنيين نتجت عن حرب حزب الله باستخدام المدنيين كدروع بشرية. قال كينيث روث المدير التنفيذي لهيومن رايتس ووتش أنه لم تكن هناك سوى حالات «نادرة» لحزب الله في القرى المدنية. أضاف: «على العكس من ذلك وبمجرد بدء الحرب غادر معظم المسؤولين العسكريين في حزب الله وحتى العديد من المسؤولين السياسيين القرى» وقال أن معظم نشاطات حزب الله العسكرية تتم من مواقع جاهزة خارج القرى اللبنانية في التلال والوديان حولها. كما ذكر روث أن «مقاتلو حزب الله لم يرتدوا الزي الرسمي مما يجعل من الصعب تمييزهم عن المدنيين». نفى المتحدث باسم وزارة الخارجية الإسرائيلية مارك ريجيف دقة تقرير هيومن رايتس ووتش.

## الهجمات على الأهداف المدنية

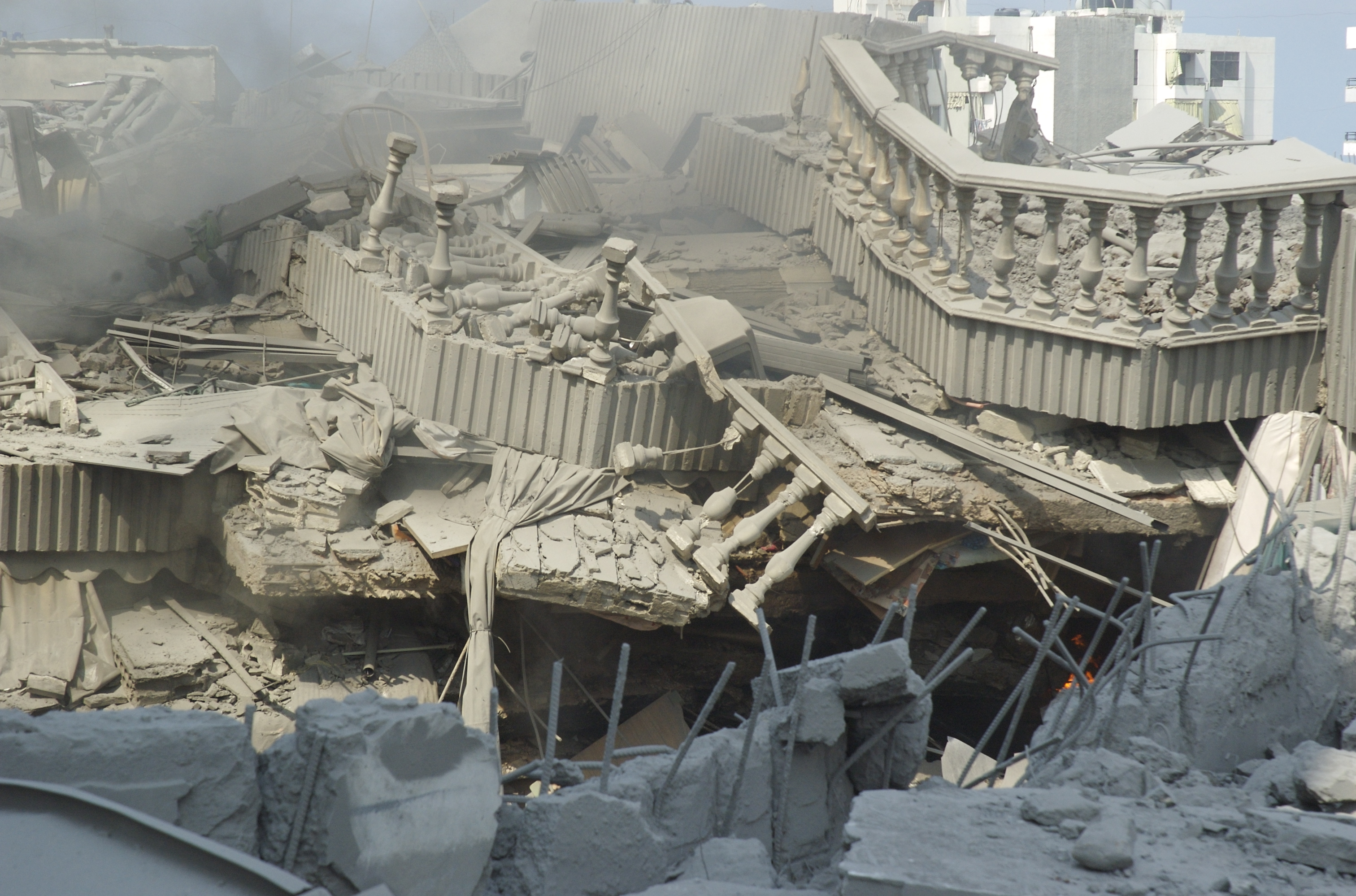
بعد هجوم على منطقة سكنية، بيروت.

كانت المدفعية والصواريخ التي أطلقت من قبل الجيش الإسرائيلي وحزب الله على المناطق المدنية في لبنان وإسرائيل عنصرا رئيسيا في حرب لبنان عام 2006. شمل هجوم حزب الله الذي بدأ النزاع إطلاق الصواريخ على بلدتي إيفين مناحيم وماتات الإسرائيلية مما أدى إلى إصابة 5 مدنيين. قتل أربعة مدنيين خلال اليومين التاليين.
كان الهدف من الاستهداف ما يقرب من ربع الإسرائيليين الذين قتلوا على يد حزب الله والغالبية العظمى من اللبنانيين الذين قتلتهم القوات الإسرائيلية على نطاق واسع مدنيين. أشارت لجنة متابعة الدقة في تقارير الشرق الأوسط في أمريكا وهي مجموعة مراقبة وسائل الإعلام في بوسطن تركز على رصد أي تغطية تعتبرها غير عادلة لإسرائيل إلى أن ما يقرب من نصف أو حتى معظم الضحايا اللبنانيين كانوا مقاتلين. أعربت إسرائيل ولبنان والمجتمع الدولي عن بالغ قلقها إزاء الأضرار التي لحقت بالحياة المدنية والممتلكات التي نجمت عن الصراع الحالي. تحمل إسرائيل في الغالب اللوم على حزب الله مع أنها تعرب عن أسفها للأضرار الجانبية التي لحقت بالمدنيين نتيجة لإطلاق النار على مواقع حزب الله. إن حزب الله يتهم إسرائيل تماما مما يقلل من الضربات التي قتلت المدنيين الإسرائيليين على أنها مبالغ فيها أو مبررة. أعرب حلفاء كل منهما عن آراء مماثلة.

### استهداف حزب الله للأهداف المدنية

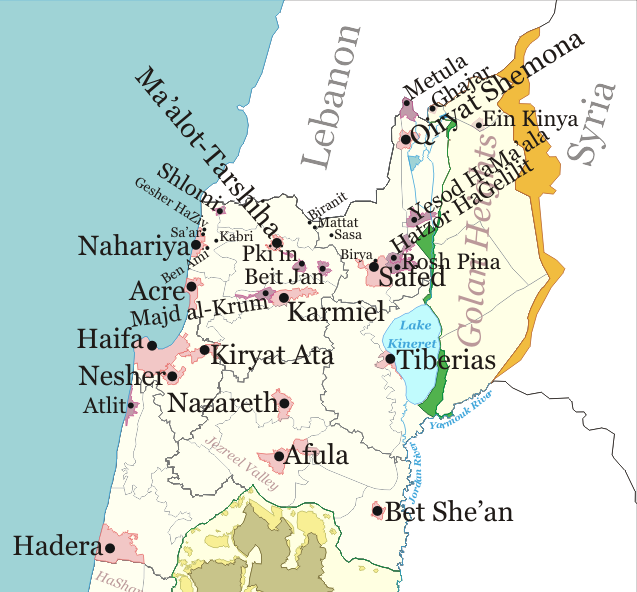
خريطة توضح بعض المناطق الإسرائيلية التي هوجمت بالصواريخ التي أطلقت من الأراضي اللبنانية اعتبارا من 7 أغسطس 2006.

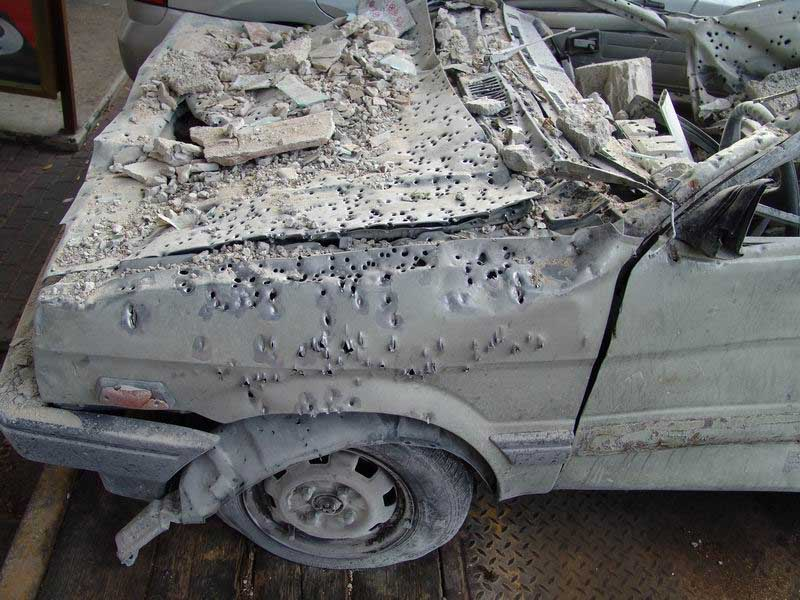
سيارة في حيفا بإسرائيل تضررت من الكرات المضادة للأفراد من هجوم صاروخي خلال الصراع بين إسرائيل ولبنان عام 2006.

أطلق حزب الله الصواريخ وأحيانا بمعدل أكثر من 150 في اليوم في الأهداف المدنية طوال فترة النزاع. تعرضت كل مدينة كبرى في شمال إسرائيل للضرب بما في ذلك حيفا والناصرة وطبرية ونهاريا وصفد وعفولة وكريات شمونة وكرميئيل ومعالوت ترشيحا بالإضافة إلى عشرات من الكيبوتسات والموشافيم والدروز والقرى العربية. كانت هجمات حزب الله الصاروخية مسؤولة عن جميع الضحايا الإسرائيليين المدنيين البالغ عددهم 43 في النزاع بما في ذلك أربع نوبات قلبية خلال الهجمات الصاروخية بالإضافة إلى 12 قتيلا عسكريا على الأقل. بسبب تفجيرات حزب الله في المدن الشمالية في إسرائيل كان هناك عدد كبير من المواطنين الإسرائيليين المشردين داخل إسرائيل. «قدر مسؤولون إسرائيليون عدد النازحين من شمال إسرائيل ب 300,000 منذ بدء القتال» في 12 يوليو. ظل العديد من الإسرائيليين المشردين في مدينة إيلات في جنوب إسرائيل حيث كانت الفنادق مبالغ فيها. بعضهم كان مقيدا على المخيم خارج على الشاطئ بدلا من ذلك. بقيت عائلات أخرى في صالات نوم جامعية في مدن أكبر مثل تل أبيب والقدس أو في بيوت الضيوف في كيبوتزيم جنوب حيفا.
كما استخدم حزب الله الأسلحة العنقودية التي يمكن أن تقتل المدنيين عشوائيا. كان هذا أول استخدام للقنابل العنقودية الصينية الصنع.
تشير بعض بيانات حزب الله إلى نوايا استهداف المدنيين عمدا. في 24 يوليو قال حسين صفي الدين مبعوث حزب الله إلى إيران في مؤتمر ضم ممثل حركة حماس الفلسطينية ومقره طهران وسفراء لبنان وسوريا والسلطة الوطنية الفلسطينية «سنجعل إسرائيل غير آمنة للإسرائيليين». أوضح أيضا إستراتيجية منظمته المتمثلة في إرهاب المدنيين الإسرائيليين في مغادرة بلادهم: «سنوسع الهجمات» فقال: «إن الناس الذين جاؤوا إلى إسرائيل انتقلوا إلى هناك للعيش وليس للموت وإذا واصلنا الهجوم سوف يغادرون».

### هجمات حزب الله على المناطق المدنية
كما هبطت الصواريخ التي أطلقها حزب الله وأسفرت عن وقوع إصابات في صفوف السكان العرب الإسرائيليين. اعتذر حسن نصر الله عن أول قتيلين عرب وهما شقيقان تتراوح أعمارهم بين 3 و 5 سنوات في مدينة الناصرة المختلطة.
ذكرت هيومن رايتس ووتش في 18 يوليو ذلك:
كما لاحظت هيومن رايتس ووتش ذلك:
تشمل البنية التحتية المدنية التي تضررت من الهجمات الصاروخية مكتب بريد ومستشفيين إسرائيليين وفقا للمدير العام لوزارة الصحة الإسرائيلية الأستاذ آفي إسرائيلي. كما أصابت الصواريخ العديد من المنازل المدنية ومقبرة وهو الحدث الذي قتل فيه 10 إسرائيليين. في عكا دمر صاروخ حزب الله «مدرسة المحبة الوحيدة في المدينة التي تخدم التلاميذ اليهود والعرب على حد سواء للأطفال المعاقين عقليا وعاطفيا».
أما بالنسبة للمواطنين العرب في إسرائيل في حيفا قال نصر الله على قناة المنار: «لدي رسالة خاصة إلى عرب حيفا وشهدائكم ولجرحكم. أدعوكم لمغادرة هذه المدينة. أتمنى أن تفعلوا ذلك... يرجى ترك ذلك حتى لا نسل دمك وهو دمنا». أجرى بعض المحللين مقارنة بين هذه التحذيرات والنكبة.

### استهداف الأهداف المدنية من قبل إسرائيل
تشمل الضربات على البنية التحتية المدنية في لبنان مطار بيروت رفيق الحريري الدولي والموانئ ومنارة وصوامع الحبوب والجسور والطرق والمصانع وسيارات الإسعاف وشاحنات الإغاثة ومحطات الهاتف النقال والتلفزيون وأكبر مزارع الألبان في البلاد ليبان ليت.
يذكر تقریر منظمة العفو الدولیة في تقییم أولي عن الھجمات الإسرائیلیة علی البنیة التحتیة المدنیة أن "الأدلة تثبت بقوة أن التدمیر الواسع للأشغال العامة وأنظمة الطاقة والمنازل المدنیة والصناعة کان متعمدا وجزءا لا یتجزأ من الاستراتیجیة العسکریة بدلا من الأضرار الجانبية للمدنيين أو الممتلكات المدنية الناجمة عن استهداف الأهداف العسكرية. وصف وكيل الأمين العام للشؤون الإنسانية ومنسق الإغاثة في حالات الطوارئ يان إيغلاند الهجوم الإسرائيلي غير المتناسب وأعلن أن التسوية المروعة لكتلة من المباني في بيروت تشكل انتهاكا للقانون الإنساني. أضاف السيد إيغلاند أن ثلث القتلى اللبنانيين كانوا أطفالا. نزح حوالي 900,000 لبناني خلال القتال.
وردت تقارير عديدة عن هجمات على المدنيين الفارين. أفادت هيئة الإذاعة البريطانية أن الأسر التي قامت بإجلاء قرية مروحين في جنوب لبنان أصابت طريقا مفتوحا بسبب هجوم صاروخي إسرائيلي. مما أسفر عن مقتل 17 شخصا كثير منهم من النساء والأطفال. دعت هيومن رايتس ووتش إلى التحقيق في هذا الحادث. في 23 يوليو 2006 هوجمت ثلاث أسر هربت من صور في قيادة الجيش الإسرائيلي بصواريخ أطلقت من طائرات هليكوبتر إسرائيلية زعموا أنهم يلوحون بشكل بارز بعلم أبيض من سياراتهم إلا أن الإسرائيليين حذروا مرارا المدنيين من عدم استخدام عربات النقل بسبب قدرتها على حمل صواريخ حزب الله.
ذكر مسؤول إسرائيلي ذلك:
قال نائب رئيس الوزراء الإسرائيلي شيمون بيريز أن إسرائيل لا تعتزم إيذاء المدنيين اللبنانيين لكنها حذرت من أن المدنيين الذين يعيشون بالقرب من مخابئ السلاح التابعة لحزب الله معرضون للخطر «لأننا نعلم أن بعض مخابئها الصاروخية التي تطلق على إسرائيل مخبأة في شقق خاصة أدعو هؤلاء السكان إلى مغادرة منازلهم ومن يعيش بالقرب من صاروخ من المرجح أن يتضرر». وضع حزب الله كميات كبيرة من الأسلحة في غرف مغلقة في منزل خاص قبل اندلاع النزاع ووضع المواطنين اللبنانيين المعرضين لخطر الهجوم.
اتسمت الإصابات بين المدنيين ببعضها نتيجة لسوء الاستخبارات. في منتصف يونيو زعم أن جهاز الأمن اللبناني اعتقل ما لا يقل عن 80 مواطنا لبنانيا اتهموا بالعمل في الموساد. فقدان هذا العدد الكبير من الأصول كان من شأنه أن يسمح لوقت حزب الله بإعادة الانتشار إلى مواقع جديدة قبل الصراع دون معرفة إسرائيل.
في 30 يوليو 2006 أصابت إسرائيل مبنى سكنيا في قانا يضم لاجئين حيث قالت إسرائيل أنه بالقرب من مواقع إطلاق الصواريخ التابعة لحزب الله توفي 28 شخصا بينهم 16 طفلا وبلغ عدد القتلى في البداية 57 شخصا من بينهم 34 طفلا. أثارت الغارة الجوية القاتلة التي أعقبت تقارير عن هجمات إسرائيلية على سيارتين إسعافيتين تابعتين للصليب الأحمر في قانا قبل أسبوع واحد في 24 يوليو وقصف إسرائيل عام 1996 إدانات غاضبة في لبنان والخارج. رفض رئيس الوزراء فؤاد السنيورة دعوة وزيرة الخارجية الأمريكية كونداليزا رايز إلى لبنان وقال: «من منطلق احترام أرواح شهدائنا الأبرياء وبقايا أطفالنا المدفونين تحت أنقاض قانا نصرخ على زملائنا اللبنانيين والأخوة العرب الآخرين والعالم أجمع للوقوف متحدين في وجه مجرمي الحرب الإسرائيليين».
قال مصدر في الجيش الإسرائيلي أن الهجمات الجوية استبعدت لصالح القوات البرية في القتال مع حزب الله في قرية بنت جبيل اللبنانية خوفا من إيذاء مئات من المدنيين الذين يعتقد أنهم لا يزالون. قتل تسعة جنود إسرائيليين في العملية.

#### موقف إسرائيل
يدعي المسؤولون الإسرائيليون أنهم يحاولون تقليل الخسائر في صفوف المدنيين من خلال إسقاط منشورات تحذر المدنيين من مغادرة المنطقة قبل الهجمات.
في 14 يوليو ألقى رئيس أركان الجيش الإسرائيلي الفريق دان حالوتس أن «لا شيء آمن [في لبنان] بهذه البساطة».
في 19 يوليو قال سفير إسرائيل لدى الأمم المتحدة دان غيلرمان في كلمة ألقاها في تجمع مؤيد لإسرائيل في نيويورك: «بالنسبة للبلدان التي تدعي أننا نستخدم قوة غير متناسبة ليس لدي سوى هذا القول: إعادة لعنة حقنا. لأنه إذا قصفت المدن الخاصة بك بالطريقة التي كانت لدينا إذا كان مواطنوك يرعبون طريقة بلدنا سوف تستخدم قوة أكثر مما نستخدمه». قال أيضا: «من يذهب للنوم في ظل إطلاق الصواريخ لا ينبغي أن يفاجأ إذا لم يستيقظ في الصباح».
في 24 يوليو أفيد بأن رئيس أركان الجيش هالوتز وفقا لضابط كبير أصدر أوامر بتدمير 10 مبان متعددة الطوابق في جنوب بيروت مقابل كل صاروخ أطلق على حيفا. في نفس اليوم أكد الجيش الإسرائيلي أنه دمر عشرة مبان في بيروت بما في ذلك ما وصفه بأنه هدف حيوي ولكن لم يتم الكشف عن طبيعة الهدف. ردا على التقارير الصحفية أصدر مكتب المتحدث باسم الجيش الإسرائيلي لأول مرة بيانا قال فيه أن الصحفيين أساءوا الضابط الأقدم ولكنهم أصدروا فيما بعد بيانا جديدا قالوا فيه أن الضابط المعني ارتكب خطأ وخطئا في الادعاء بأن هالوتز كان أصدر مثل هذا التوجيه الانتقامي.
في 26 يوليو ذكرت صحيفة ديلي تلغراف أن وزير العدل الإسرائيلي حاييم رامون خلال اجتماع لمجلس الوزراء الأمني برئاسة رئيس الوزراء إيهود أولمرت ذكر أن أي مدنيين ما زالوا في جنوب لبنان بعد تلقيهم منشورات تحذيرية ينبغي اعتبارهم إرهابيين.
قال إيلي يشاي نائب رئيس الوزراء الإسرائيلي وعضو مجلس الوزراء الأمني الإسرائيلي: "إذا أطلق حزب الله صواريخ كاتيوشا علينا أن نوجه ضربة قاسية للبنية التحتية اللبنانية ونتفادى بيروت ونقطع الكهرباء ونوقف المياه وندمر الجسور ونوقف في حين أن هناك أضرارا فظيعة في لبنان ليقولوا: "اليهود مجنونون" كما قال: "إذا كان على المرء أن يختار بين إيذاء الجبهة الإسرائيلية أو الجبهة اللبنانية ويضر اللبنانيين ويؤلمني أن أرى المدنيين يضرون من قبل سلاحنا الجوي ولكن ليس هناك خيار ولا يمكن أن يصيب قلوبنا نزيف بينما يتعرض مواطنوننا للأذى وإذا دفع المواطنون اللبنانيون الثمن فسوف يتظاهرون ضد حزب الله".
في 27 يوليو قال البروفيسور آسا كاشر مؤلف مدونة قواعد السلوك في الجيش الإسرائيلي أن الجيش الإسرائيلي قد يكون له مبررا أخلاقيا «لطمس المناطق ذات التركيزات العالية للإرهابيين حتى لو أسفرت الخسائر المدنية عن ذلك».
في 6 أغسطس أشار رئيس الوزراء أولمرت إلى انتقاد الاتحاد الأوروبي للضحايا المدنيين الناشئين عن نشاط الجيش الإسرائيلي في لبنان وقال: «أين تحصل [الدول الأوروبية] على حق الوعظ لإسرائيل؟ 10,000 ولم يكن أي من هذه البلدان يعاني قبل ذلك من صاروخ واحد وأنا لا أقول أنه كان من الخطأ التدخل في كوسوفو ولكن من فضلك: لا تبشر لنا عن معاملة المدنيين». حسب هيومن رايتس ووتش قتل 500 مدني خلال حرب كوسوفو في هجمات أكدتها قوات الناتو. ومع ذلك ادعت الحكومة اليوغوسلافية أن التفجيرات أسفرت عن وقوع ما بين 1200 و 5700 إصابة بين المدنيين وأوضحت بعض المصادر أن عدد القتلى يصل إلى 18,000.
علق قائد بطارية صواريخ من الجيش الإسرائيلي مجهول الهوية على مدى استخدام القنابل العنقودية بالقول «ما فعلناه كان مجنونا وحشيا وغطينا مدن بأكملها في قنابل عنقودية». قال متحدث رسمي باسم الجيش الإسرائيلي: «لا يتضمن القانون الدولي حظرا شاملا على استخدام القنابل العنقودية ولا تعلن اتفاقية الأسلحة التقليدية حظر أسلحة الفوسفور بل عن المبادئ المنظمة لاستخدام هذه الأسلحة». أعلنت الحكومة الأمريكية عزمها على التحقيق فيما إذا كان استخدام إسرائيل للقنابل العنقودية الأمريكية الصنع في جنوب لبنان قد انتهك اتفاقات سرية تقيد متى يمكن أن تستخدم هذه الأسلحة. حتى 6 سبتمبر 2006 قتل ما لا يقل عن 13 شخصا وجرح العشرات بعد وقف إطلاق النار في لبنان بسبب الذخائر غير المنفجرة. نجمت معظم الوفيات عن الذخائر الصغيرة من القنابل العنقودية. وجدت الأمم المتحدة 100000 قنبلة عنقودية غير منفجرة في 359 موقعا بحلول ذلك الوقت.

#### تحذيرات مسبقة
أصدرت القوات الجوية الإسرائيلية تحذيرات للمدنيين قبل القيام بأعمال عسكرية عن طريق إفلات منشورات لإخلاء المناطق التي كان ينوي فيها ضرب معاقل حزب الله. حذرت هذه المنشورات سكان جنوب لبنان من إخلاء منطقة مساحتها 32 كيلومترا تقريبا مما يتيح للسكان المدنيين وقتا للإخلاء على الرغم من تقديم إنذار مبكر للهدف المقصود وهو مقاتلو حزب الله. أشارت صحيفة نيويورك تايمز إلى أن إسرائيل حرصت على إسقاط منشورات تحذر المدنيين في جنوب بيروت وجنوب لبنان حيث تعرف أن حزب الله يحتفظ بمخازن الصواريخ وقاذفات المنازل السكنية والمرائب والمنازل". تم إسقاط رغبة إسرائيل في عدم إلحاق الضرر بالسكان اللبنانيين وطلبت من المدنيين أن يكونوا موجودين في أماكن تتعلق بحزب الله.
ومع ذلك فإن إسقاطات المنشورات الإسرائيلية قبل التفجيرات تعرضت لانتقادات لاستخدامها ذريعة للغارات الجوية التي قد تنتهك قواعد الحرب وتؤدي إلى وفيات المدنيين. وفقا لهيومن رايتس ووتش: «في قانا وغيرها من القرى في جنوب لبنان لم يتمكن الآلاف من السكان من مغادرة المنطقة لأنهم مريضون أو جرحى أو ليس لديهم الوسائل لمغادرة البلاد أو يخشون الهجمات الإسرائيلية على المركبات».
قالت اللجنة الدولية للصليب الأحمر في بيان صدر في 30 يوليو عن هجوم الجيش الإسرائيلي على قانا: «إن إصدار تحذير مسبق للسكان المدنيين من الهجمات الوشيكة لا يخفف بأي شكل من الأشكال الطرف المتحارب من التزاماته بموجب قواعد ومبادئ القانون الإنساني الدولي وعلى وجه الخصوص يجب احترام مبدأي التمييز والتناسب في جميع الأوقات».
في عمود رأي في إنترناشونال هيرالد تريبيون على الإنترنت ذهب بيتر بوكايرت باحث أول في حالات الطوارئ في هيومن رايتس ووتش إلى أبعد من ذلك في إدانة السياسة الإسرائيلية قائلا: «في لبنان المنازل والسيارات في المنطقة الحدودية الجنوبية مما أسفر عن مقتل العشرات من الأشخاص الذين ليس لديهم أي دليل على أي هدف عسكري».
في 6 أغسطس 2008 قال يوناتان شابيرو وهو طيار هليكوبتر بلاك هوك السابق فصل من خدمة الاحتياط بعد توقيع بريد إلكتروني رافض في عام 2004 أن بعض طياري المقاتلات الإسرائيلية قد غابت عن عمد الأهداف من أجل تجنب إلحاق الأذى بالمدنيين كما نما القلق في الجيش حول الذكاء المعيب.

#### الهجمات على سيارات الإسعاف والقوافل
في 13 يوليو أصيب ثلاثة من متطوعي الصليب الأحمر بجراح عندما أصيبت سيارة إسعاف.
في 18 يوليو هاجم الجيش الإسرائيلي قافلة من سيارات الإسعاف والشاحنات التي يديرها الهلال الأحمر الإماراتي على الطريق بين دمشق وبيروت. دمرت شاحنة واحدة وتضررت سيارتان وأصيبت أربع سيارات ركاب بأضرار مما تسبب في وقوع إصابات.
وفقا لما ذكرته مراسلة قناة سي إن إن بولا زاهن في 24 يوليو حيث قال الصليب الأحمر أن: "صاروخا إسرائيليا أصاب سيارتين إسعافيتين تابعتين للصليب الأحمر كانتا متوقفتين داخل بلدة قانا اللبنانية حيث قامت بإجلاء المدنيين وكان من بين الجرحى امرأة تبلغ من العمر 60 عاما. أصيبت سيارات الإسعاف في حوالي الساعة 11:15 مساء بينما تم نقل المصابين من سيارة إسعاف إلى أخرى. سجلت اللجنة الدولية تسعة أشخاص من بينهم ستة من متطوعي الصليب الأحمر أصيبوا في الهجوم. زعم وزير الخارجية الأسترالي ألكسندر داونر أن هذه الهجمات قد شنت بعد شهر واحد ولكن تم رفضه من قبل الصليب الأحمر للاعتماد على مدونة إنترنت لم يتم التحقق منها في اتهامه. منذ ذلك الحين قالت إسرائيل أنها "لا تستطيع أن تقول على وجه اليقين" إذا أصابت سيارات الإسعاف.
أفادت الأنباء في 26 يوليو أن «ما لا يقل عن 10 سيارات إسعاف لبنانية تحمل شعار الصليب الأحمر الدولي قد أصبحت أهدافا في الغارات الجوية الإسرائيلية» مما أسفر عن إصابة ستة من عمال الطوارئ. بالإضافة إلى ذلك أصيبت سيارة إسعاف تحمل علامة ميليشيا حركة أمل الشيعية بنيران الطائرات الإسرائيلية بالقرب من صور.
في 11 أغسطس أفيد بأن الجيش الإسرائيلي أصيب عدة عمال في مجال الإغاثة أثناء غارة جوية أصابت سيارة إسعاف تابعة للصليب الأحمر اللبناني في تبنين جنوب شرق صور. كما أفادت وكالة أنباء أسوشيتد برس أن سيارة إسعاف أرسلت للتعامل مع الضحايا من الغارات الجوية على قافلة مدنية من مرجعيون تعرضت للهجوم أيضا. أكد الصليب الأحمر أيضا أن عاملا في الصليب الأحمر قد قتل في الهجوم على القافلة.
وثائق الولايات المتحدة تسربت على الإنترنت ادعى أن الكشف عن استخدام حزب الله سيارات الإسعاف لنقل الأسلحة خلال الحرب.

#### الهجمات على المنازل
هذه ليست قائمة شاملة:

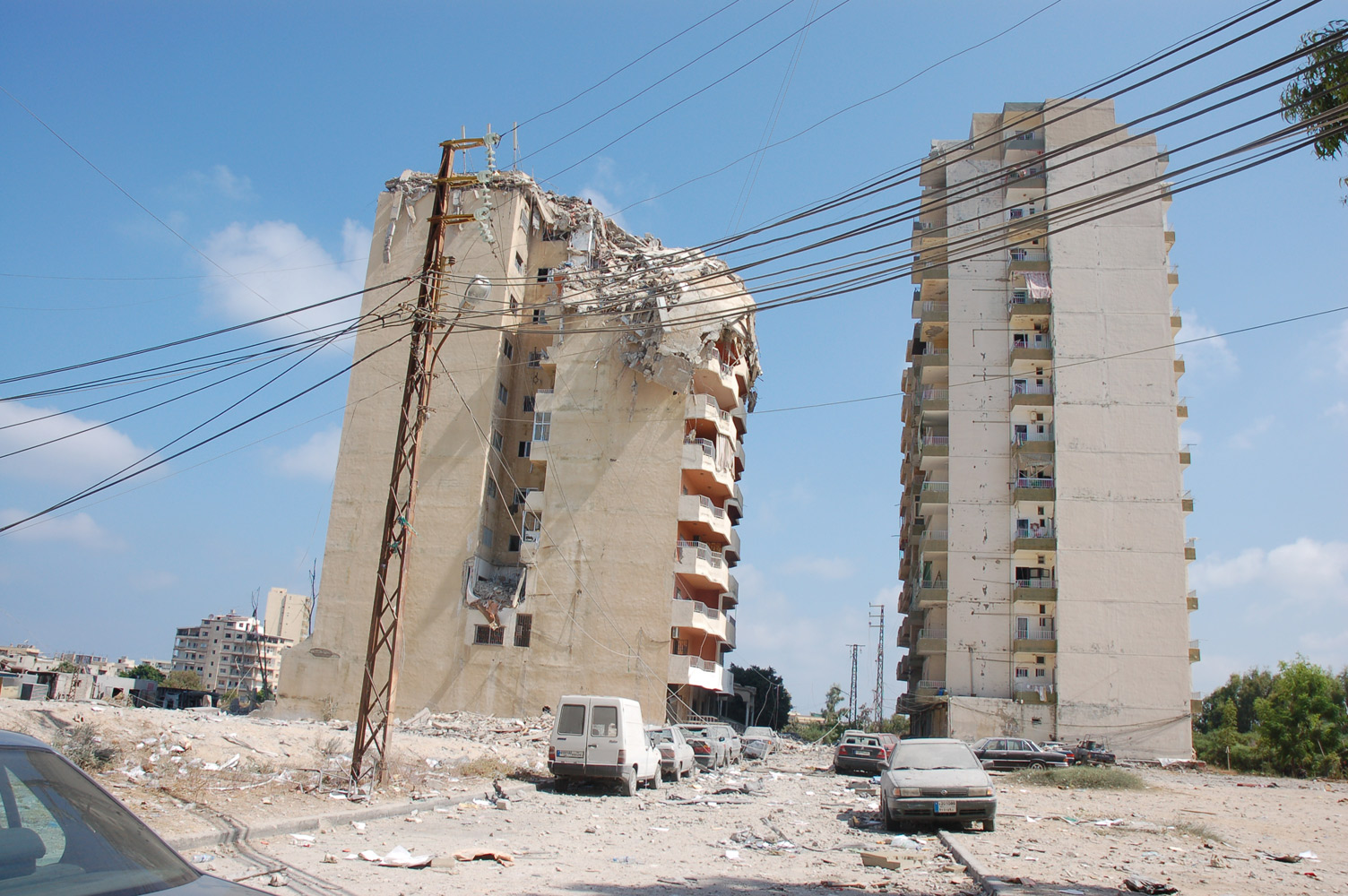
إثر هجوم الجيش الإسرائيلي على قطعة سكنية في صور، لبنان.

- في 1 أغسطس أفيد بأن نحو 250 عقارا أصيبت بضربات جوية من الجيش الإسرائيلي في منطقة بعلبك. وصفت هيئة الإذاعة البريطانية العديد من المنازل بأنها «لا علاقة واضحة بحزب الله» على الرغم من أن وكالة أسوشيتد برس وصفت الأهداف بأنها «مواقع يشتبه في أنها لحزب الله».
- في 2 أغسطس وفي نفس اليوم الذي استولى فيه الجيش الإسرائيلي على خمسة من مقاتلي حزب الله في منطقة بعلبك قتل 12 شخصا على الأقل في غارة جوية على قرية جمالية المجاورة. أصاب صاروخ الجيش الإسرائيلي منزل عمدة القرية حسين جمال الدين مما أسفر عن مقتل ابنه علي وستة أقارب آخرين. نجا رئيس البلدية وهو خصم سياسي لحزب الله من الهجوم وقال شهود أن المبنى قد تعرض لهجوم «عشوائي».
- في 6 أغسطس أفادت الأنباء أن ما مجموعه 2000 قنبلة أسقطت على بلدة عيتارون على يد الجيش الإسرائيلي مما أدى إلى تدميرها بالكامل.
- بحسب وزير الصحة اللبناني في 7 أغسطس قتل ما لا يقل عن 50 مدنيا وأحد عشر شخص مفقود بعد أن دمر صاروخ تابع للقوات المسلحة الإسرائيلية مبنى سكني واحد وأصاب عدة أشخاص آخرين في حي الشياح في الضاحية الجنوبية لبيروت". تم وضع العدد الأولي من الجرحى في ستين.
- في 7 أغسطس أيضا استهدف الجيش الإسرائيلي مبنى في الغازيه. أسفر الهجوم عن مقتل أربعة عشر مدنيا. في اليوم التالي في 8 أغسطس شن هجوم آخر على الغازية ضد مبنى زعم أن الجيش الإسرائيلي زعم أنه كان عضوا في حزب الله أثناء جنازة ضحايا اليوم السابق وقتل مدني آخر. بعد أربعين دقيقة من ذلك قام الجيش الإسرائيلي مرة أخرى بضرب 12 مدنيا آخرين وقتلهم في ثلاث تفجيرات منفصلة. ما مجموعه تسعة وعشرين مدنيا.

قدر حزب الله عدد المنازل التي دمرها الجيش الإسرائيلي إلى أكثر من 15000 منزل دمرت بالكامل وأصيب عدد أكبر بكثير من الأضرار. هناك تقديرات أخرى شملت 10000 منزل بحاجة إلى إعادة البناء أو الإصلاح.

#### الهجمات على الصناعة اللبنانية
وفقا لتقرير صادر عن المجلس اللبناني للتنمية والتعمير فإن «استعراض الحكومة يبين أن إسرائيل قد تجنبت إلى حد كبير بعض أنواع الأهداف: محطات الطاقة الرئيسية ومرافق معالجة المياه وأنظمة الهاتف والمباني الحكومية المركزية ومعظم المصانع. ركز التفجير على المناطق الشيعية في جنوب لبنان وضواحي بيروت». وثقت منظمة العفو الدولية ضربات إسرائيلية واسعة النطاق ضد مرافق معالجة المياه ومحطات الطاقة ومستودعات الوقود والمصانع ومحلات السوبر ماركت والجسور وغيرها.

## ادعاءات تتعلق بأسلحة مختلفة

### استخدام أسلحة واسعة الانتشار

#### استخدام حزب الله
من حزب الله قالت هيومن رايتس ووتش أن الهجمات الصاروخية في المناطق المدنية هي في أحسن الأحوال عشوائية وفي أسوأ استهداف متعمد بسبب طبيعتها المضادة للأفراد مما يشير إلى وجود إرادة لتعويض المدنيين إلى أقصى حد: «بعض الصواريخ التي شنت ضد حيفا على مدى اليومين الماضيين احتوت على مئات من الكرات المعدنية ذات الاستخدام المحدود ضد أهداف عسكرية ولكنها تسبب ضررا كبيرا للمدنيين والممتلكات المدنية حيث تضع الكرات في الجسم وتسبب ضررا جسيما». استخدم حزب الله «صواريخ عيار 122 مم تحمل 39 ذخيرة صغيرة انتشرت مئات من الكرات ضد إسرائيل» في صراع عام 2006 بين إسرائيل ولبنان. العديد من هذه الصواريخ التي تحمل الكرة لا تزال غير منفجرة في شمال إسرائيل.

#### استخدام إسرائيل
من إسرائيل قالت هيومن رايتس ووتش أن هناك أدلة على أن إسرائيل استخدمت القنابل العنقودية قريبة جدا من المدنيين ووصفتها بأنها "أسلحة غير دقيقة وغير موثوق بها بشكل غير مقبول عند استخدامها حول المدنيين" وأنه "يجب ألا تستخدم أبدا في المناطق المأهولة بالسكان. "اتهمت هيومن رايتس ووتش إسرائيل باستخدام الذخائر العنقودية في هجوم على قرية بيلدا وهي قرية لبنانية في 19 يوليو مما أدى إلى مقتل مدني وإصابة 12 بينهم سبعة أطفال. دافع الجيش الإسرائيلي عن استخدام الذخائر العنقودية في هجومه مع لبنان قائلا أن استخدام هذه الذخائر "قانوني بموجب القانون الدولي" وأن الجيش يستخدمهم وفقا للمعايير الدولية". قال المتحدث مارك ريجيف: "دول الناتو تخزن هذه الأسلحة واستخدمتها في الصراعات الأخيرة - في يوغوسلافيا وأفغانستان والعراق - ليس لدى العالم ما يدعو إلى توجيه اصبع الاتهام إلى إسرائيل".
في 20 نوفمبر 2006 قال مكتب المتحدث باسم الجيش الإسرائيلي:
وفقا لما ذكره ميرون رابوبورت فإن التصريحات تتناقض مع ادعاءات الجيش الإسرائيلي السابقة بشأن استخدام الذخيرة العنقودية. في 5 سبتمبر أفادت وزارة الخارجية الإسرائيلية:
في 1 ديسمبر 2006 وبعد نحو ثلاثة أشهر قدم كوفي عنان تقريرا إلى مجلس الأمن:
قال كريس كلارك رئيس مركز الأمم المتحدة لتنسيق الإجراءات المتعلقة بالألغام التابع لقوة الأمم المتحدة المؤقتة في لبنان أن القنابل العنقودية غير المنفجرة التي أسقطتها الطائرات الحربية الإسرائيلية أو الذخائر المتفجرة التي أطلقتها المدفعية لا تزال في جزء كبير من جنوب لبنان وأدت إلى مقتل 12 شخصا وإصابة 39 آخرين. خلقت هذه الذخائر العنقودية غير المنفجرة «حقول ألغام صغيرة» ومن بين الضحايا ثلاثة خبراء لبنانيين في مجال التخلص من القنابل. يذكر أن مركز الأمم المتحدة لتنسيق الأعمال المتعلقة بالألغام في صور يزعم أن إسرائيل أسقطت قنابل عنقودية في 267 موقعا منفصلا في جنوب لبنان ومازالت تقتل اللاجئين العائدين. فتحت الولايات المتحدة تحقيقا في استخدام إسرائيل للقنابل العنقودية التي توفرها الولايات المتحدة. وفقا لصحيفة نيويورك تايمز فإن هذا هو تحديد ما إذا كانت إسرائيل قد انتهكت قواعد سرية تقيد استخدام القنابل العنقودية.
في 6 أكتوبر 2006 بعد عدة أسابيع من وقف إطلاق النار أفادت صحيفة نيويورك تايمز أنه «منذ انتهاء الحرب بين إسرائيل وحزب الله في أغسطس أصيب ما يقرب من ثلاثة أشخاص بجراح أو قتلوا كل يوم بقنابل عنقودية أسقطتها إسرائيل في الأيام المتلازمة ويقول مسؤولون في الأمم المتحدة أن جنوب لبنان يتخلله مليون قنبلة غير منفجرة وهو ما يفوق بكثير عدد الأشخاص الذين يعيشون في المنطقة والبالغ عددهم 650 ألف نسمة».
وجد تقرير صدر في أكتوبر 2006 عن العمل المتعلق بالألغام الأرضية «الضرر المتوقع»:
في 1 ديسمبر 2006 قدم الأمين العام للأمم المتحدة كوفي عنان تقريرا إلى رئيس مجلس الأمن ينص على أنه حتى 20 نوفمبر 2006 تم تسجيل 822 موقعا بالقنابل العنقودية حيث تم تطهير 60,000 قنبلة عنقودية من قبل الأمم المتحدة مركز تنسيق الأعمال المتعلقة بالألغام. في 28 يناير 2007 قالت وزارة الخارجية الأمريكية أن إسرائيل ربما تكون قد انتهكت اتفاقات مع الولايات المتحدة عندما أطلقت الذخائر العنقودية الأمريكية المزودة بالمناطق المدنية في جنوب لبنان.

### استخدام أسلحة الفسفور الأبيض
في 16 يوليو 2006 ادعى الرئيس اللبناني إميل لحود أن القوات الإسرائيلية ألقت «القنابل الفوسفورية الحارقة والتي تشكل انتهاكا صارخا للقوانين الدولية ... ضد المدنيين اللبنانيين». قال وزير الإعلام غازي العريضي أيضا: «إسرائيل تستخدم أسلحة محرمة دوليا ضد المدنيين». نشرت صحيفة السفير أيضا قصة حول الاستخدام المزعوم للأسلحة الكيميائية غير معروفة نقلا عن عضو في «الجمعية الفرنسية لجراحات القلب والأوعية الدموية». جواد نجم وهو جراح في مستشفى صور يدعي أنه عالج المرضى الذين يعانون من حروق الفوسفور. يشتبه أطباء آخرون في جنوب لبنان أيضا في أنهم يشاهدون حروق الفوسفور. في 24 يوليو ذكر الرئيس اللبناني إميل لحود في إذاعة آر إف آي الفرنسية: «وفقا لاتفاقية جنيف عندما تستخدم القنابل الفوسفورية وقنابل الليزر هل يسمح ذلك ضد المدنيين والأطفال؟» ردت متحدثة باسم الجيش الإسرائيلي على بيان لحود بالقول: «كل ما تستخدمه قوات الدفاع الإسرائيلية مشروع».
بعد إجراء تحقيق في هذه المزاعم إسرائيل "نفت هذا الاتهام وفي بيان قال الجيش الإسرائيلي أن جميع أسلحته وذخائره تمتثل للقانون الدولي فبموجب القانون الدولي فإن الفسفور الأبيض مسموح. قال الدكتور سانجاي غوبتا مراسل سي إن إن الطبي الكبير:
حذرت منظمة العفو الدولية أيضا من «التقارير التي تفيد بأن إسرائيل استخدمت أسلحة حارقة مثل قذائف الفسفور الأبيض»:
في 22 أكتوبر قال الوزير الإسرائيلي يعقوب إدري أن الجيش الإسرائيلي استخدم ذخائر الفوسفور ضمن حدود القانون الدولي وذكر أنه استخدم في هجمات ضد أهداف عسكرية في أرضية مفتوحة.

### ادعاءات استخدام اليورانيوم المستنفد
دعت منظمة العفو الدولية إسرائيل إلى النظر في الامتناع عن استخدام الأسلحة مع ذخائر اليورانيوم المنضب بسبب المخاطر الصحية. يناقش تأثير الغبار المشع الناجم عن التأثير على الرغم من أن السلاح نفسه يعتبر «ساما ويشكل خطرا صحيا مستقلا عن أي نشاط إشعاعي متبقي» نظرا لطبيعة المعادن الثقيلة.
أشارت بعض الدراسات إلى أن أسلحة اليورانيوم المستنفد هي عوامل مسهمة في مرض حرب الخليج وزيادات في العيوب الخلقية بين السكان داخل المناطق الملوثة كما أن مسألة استخدام اليورانيوم المنضب قد أثارتها الحكومة اللبنانية في الماضي على الرغم من أن التأثير على نطاق واسع وخلصت منظمة الصحة العالمية إلى أنه «في ظل معظم الظروف فإن استخدام اليورانيوم المنضب سيسهم إسهاما ضئيلا في مستويات الخلفية الطبيعية لليورانيوم».
وجهت الاتهامات انتقادات من قبل هونيستريبورتينغ للتوصل إلى استنتاجات قبل الأوان وأسفرت عن تحقيق من قبل برنامج الأمم المتحدة للبيئة. في 8 نوفمبر 2006 خلص برنامج الأمم المتحدة للبيئة إلى أن إسرائيل لم تستخدم أي شكل من أشكال الأسلحة القائمة على اليورانيوم. يرى الإسرائيليون وإسرائيل أن هذه المادة هي مثال على «الصحافة غير المطابقة للمواصفات» التي يدعى أنها نتيجة لإثارة وسائل الإعلام.

## ردود الفعل على الهجمات

### الأمم المتحدة
انتقد الأمين العام للأمم المتحدة كوفي أنان إسرائيل لاستخدام القنابل العنقودية بينما اتهم وكيل وزارة الشؤون الإنسانية ومنسق الإغاثة الطارئة جان إيغلاند إسرائيل بأنها «غير أخلاقية تماما» في استخدام الذخائر في البلاد. ذكرت منظمة العفو الدولية في 30 أغسطس 2006 أنه من «الفاحش» أن إسرائيل لم تقدم بعد خرائط توضح الأماكن التي استخدمت فيها القنابل العنقودية مؤكدة أن استخدامها «في قلب المكان الذي يعيش فيه الناس بشكل واضح ينتهك الحظر المفروض على الهجمات العشوائية» «انتهاكا خطيرا للقانون الإنساني الدولي». في 1 سبتمبر 2006 قال الجيش الإسرائيلي أنه سيزود اليونيفيل بخرائط لجنوب لبنان تشير إلى أماكن العثور على قنابل أو أجهزة أخرى لم تنفجر.
انتقد وكيل الأمين العام للأمم المتحدة للشؤون الإنسانية ومنسق الإغاثة في حالات الطوارئ يان إيغلاند حزب الله لاستخدامه المزعوم للمدنيين اللبنانيين على أنهم «دروع بشرية» قائلا: «باستمرار من قلب حزب الله كانت رسالتي هي أن حزب الله يجب أن يوقف هذا المزيج الجبان ... بين النساء والأطفال ... سمعت أنهم فخورون لأنهم فقدوا عدد قليل جدا من المقاتلين وأن المدنيين هم الذين يتحملون وطأة هذا. لا أعتقد أن أي شخص يجب أن يفخر بوجود العديد من الأطفال والنساء الميتين أكثر من الرجال المسلحين». وصف هجمات حزب الله الصاروخية في شمال إسرائيل والقصف الجوي الإسرائيلي في لبنان بأنه انتهاك للقانون الإنساني. اتهم حزب الله ب«مزج جبان ... بين النساء والاطفال» وندد باعتزازه الشائعات «بقتل العديد من الأطفال والنساء أكثر من الرجال المسلحين».
أعربت مفوضة الأمم المتحدة لحقوق الإنسان لويز أربور عن «قلقها العميق إزاء استمرار قتل وتشويه المدنيين في لبنان وإسرائيل والأراضي الفلسطينية المحتلة». اقترحت أن تصرفات إسرائيل وحزب الله قد تشكل جرائم حرب. دعت أربور إسرائيل إلى طاعة «مبدأ التناسب» وقالت: «إن القصف العشوائي على المدن يشكل استهدافا متوقعا وغير مقبول للمدنيين ... وبالمثل فإن قصف المواقع ذات الأهمية العسكرية المزعومة ولكن نتج عن ذلك باستمرار في قتل المدنيين الأبرياء غير مبرر».

### منظمة العفو الدولية
أدانت منظمة العفو الدولية كل من إسرائيل وحزب الله ودعت إلى تدخل الأمم المتحدة معلنة في وقت مبكر أن المنطقة «شهدت تصعيدا مروعا في الهجمات ضد المدنيين والبنية التحتية المدنية إلا أن قادة مجموعة الثمانية فشلوا بشكل واضح في التمسك بالتزاماتهم الأخلاقية والقانونية لمعالجة مثل هذه الانتهاكات الصارخة للقانون الإنساني الدولي التي بلغت في بعض الحالات جرائم حرب». في وقت لاحق اتهمت منظمة العفو الدولية إسرائيل بارتكاب جرائم حرب بسبب هجومها على البنية التحتية المدنية اللبنانية.
كما اتهمت منظمة العفو الدولية حزب الله بجرائم الحرب بسبب «الفشل المتعمد في التمييز بين الأهداف المدنية والعسكرية والسعي غير المبرر لتبرير وابلها من خلال المطالبة بالانتقام لهجمات إسرائيل على المدنيين اللبنانيين». في 21 نوفمبر 2006 أصدرت منظمة العفو الدولية تقريرا يشير إلى أنه لا يوجد «دليل قاطع على النية» من جانب حزب الله لاستخدام السكان المدنيين «كدروع بشرية» لأنشطته العسكرية.

### هيومن رايتس ووتش
أدانت هيومن رايتس ووتش ما اعتبروه استخدام عشوائي للقوة ضد المدنيين من قبل كل من إسرائيل وحزب الله. اتهموا إسرائيل بالفشل المنهجي في التمييز بين المقاتلين والمدنيين الذين قد يشكلون جريمة حرب واتهموا حزب الله بارتكاب جرائم حرب من خلال القتل المتعمد والعشوائي للمدنيين بإطلاق الصواريخ على المناطق المأهولة بالسكان. كما انتقدت المنظمة بشدة إسرائيل لاستخدامها قنابل عنقودية قريبة جدا من المدنيين بسبب عدم دقتها وعدم موثوقيتها وحزب الله لملء صواريخه بالكرة وهو ما يعني «رغبة في تعظيم الضرر للمدنيين».
ومع ذلك كان تقرير هيومن رايتس ووتش عن الحرب مشكوكا فيه للغاية. قالت إديث إيفرت عضوة مجلس حقوق الإنسان: «يبدو لي أن هناك التزاما بوجهة نظر أن إسرائيل هي الرجل السيئ هنا». بعد مرور أكثر من عام على الحرب كان الإبلاغ عن خلل في الحوادث الرئيسية في التمييز بين الضحايا المدنيين اللبنانيين وضحايا أعداء مقاتلو حزب الله.

### الولايات المتحدة
وصفت وزيرة الخارجية الأمريكية كوندوليزا رايس الحرب على لبنان بأنها جزء من «نزاعات الولادة في الشرق الأوسط الجديد» وحثت إسرائيل على تجاهل الدعوات لوقف إطلاق النار لأنها ستكون «وعدا كاذبا إذا ما أرادتنا ببساطة إلى الوضع الراهن».

### المملكة المتحدة
ردا على الدعم الأميركي والتكتيكات العسكرية الإسرائيلية قال وزير الخارجية البريطاني كيم هاولز في مقابلة مع شبكة سي إن إن الأميركية: «آمل أن يفهم الأميركيون ما يحدث للبنان: تدمير البنية التحتية ووفاة الكثير من الأطفال وكثير من الناس لم تكن هذه ضربات جراحية ومن الصعب جدا أن أفهم نوع التكتيكات العسكرية التي استخدمت وأنت تعرف ما إذا كانوا يطاردون حزب الله أم غير حزب الله؟ تذهب للأمة اللبنانية بأسرها وهذا هو الفرق».

### تقرير إيتيك
نظم مركز المعلومات الاستخباراتية والإرهابية بمركز الدراسات الخاصة وهو فريق بحثي خاص برئاسة روفن إرليش وهو عقيد متقاعد من الجيش الإسرائيلي فريقا من خبراء الاستخبارات العسكرية وجمع تقريرا بالاقتران مع محامين من الجيش الإسرائيلي ووزارة الخارجية. يتضمن التقرير المؤلف من 300 صفحة صورا فوتوغرافية ووثائق وصور فيديو واستجوابات سجناء غير مرخص وترجمها المؤتمر اليهودي الأمريكي الذي نقله إلى صحيفة نيويورك تايمز التي نشرته. تقول أن حزب الله كان يعمل من مناطق مدنية لردع الجيش الإسرائيلي والحصول على ميزة دعائية. يقول التقرير أيضا أن حزب الله كان يستعد لمثل هذا الارتباط لسنوات حيث ضم مقاتليه وأسلحتهم في القرى الشيعية في جنوب لبنان. تشمل بعض الحالات وثائق التقرير ما يلي:
- يذكر أن المسلحين يدمرون الأسلحة في مئات المنازل الخاصة والمساجد حيث أن المقاتلين الذين ينقلون الصواريخ يتبعون سيارات الإسعاف ويطلقون الصواريخ بالقرب من مواقع المراقبة التابعة للامم المتحدة.
- قاعدة حزب الله ومخازن الأسلحة والذخائر مخبأة داخل مراكز السكان المدنيين في جنوب بيروت وجنوب لبنان وسهل البقاع.
- شاحنة مع قاذفة صواريخ متعددة يفترض أنها لحزب الله ووقوف السيارات في الشارع بين المباني السكنية.
- في قرية لبنانية يتم إطلاق صواريخ من قاذفة على ظهر شاحنة. الشاحنة تسير لمسافة قصيرة وتختفي داخل المبنى.
- تعليقات اللبنانيين على أنشطة حزب الله داخل المجتمعات المدنية.
- كشفت الاستجوابات مع محمد سرور وهو مقاتل شاب من حزب الله:
  - كان قد تلقى تدريبا في إيران في البداية وكان يخضع لمزيد من التدريب في منطقة البقاع في شرق لبنان عندما اندلعت الحرب.
  - في حين نقل صواريخ مخبأة في القماش داخل وحول قرية لبنانية وقال أنه كان يحمل العلم الأبيض.
- يوضح حسين سليمان وهو مقاتل من حزب الله كيف كان قد وضع موقعا لإطلاق الصواريخ على الشرفة الأمامية لمنزل على مشارف بلدة لبنانية.
- قال ماهر كوراني وهو مقاتل من حزب الله أن أعضاء حزب الله كانوا يرتدون ملابس مدنية ولم يحاولوا أبدا إظهار أسلحتهم وسافروا في سيارات مدنية عادية.

قال إرليخ أنه بخلاف قريتين لم يضغط حزب الله على القرويين اللبنانيين لمغادرة البلاد. يقول بدلا من ذلك كان «حزب الله يعمل داخل سكان داعمين واستخدمهم بشكل مثير للسخرية لتحقيق أهدافه الخاصة».
في لبنان نفى مسؤول في حزب الله مزاعم الدراسة قائلا أن وحداتها العسكرية كانت تقع خارج المدن والقرى ولم تدخل إلى مناطق مأهولة إلا عندما تطلبت الظروف ذلك. قال المسؤول: «حاولنا تجنب الاضطرار للقتال بين المناطق المدنية ولكن عندما دخلت القوات الإسرائيلية القرى أجبرنا تلقائيا على محاربتهم من داخل هذه القرى للدفاع عنها».

### الأفراد

#### المتعاطفين مع إسرائيل
بناء على تصريح مفوضة الأمم المتحدة السامي لحقوق الإنسان لويز أربور بأن إسرائيل تخرق القانون الدولي كتب آلان ديرشويتز الأستاذ في كلية الحقوق بجامعة هارفارد:
كتب ديفيد ب. ريفكين الابن ولي كيسي لواشنطن بوست:

#### منتقدو إسرائيل
قال روبرت فيسك مراسل صحيفة ذي إندبندنت أن «حزب الله يقتل جنودا إسرائيليين أكثر من المدنيين ويقتل الإسرائيليون المدنيين اللبنانيين أكثر من الميليشيات». تحدث جوناثان كوك عن انتقادات جان إيغلاند قائلا أن حزب الله لا يجبر نفسه على المدنيين ولكنه يختلط مع السكان الشيعة الداعمين مضيفا:
اعتبر ميتش بروثيرو على حد سواء حجج ديرشويتز وريفكين وكيسي وفيسك وكوك في مقال نشرته Salon.com واستشهد على نطاق واسع في أماكن أخرى:

## الروابط الخارجية
- التقرير الإسرائيلي — استخدام حزب الله للمناطق المدنية اللبنانية لإطلاق الصواريخ على إسرائيل.

تحذير: صور غرافيكية غاية في التصوير
- الصور ومقاطع الفيديو - استغلال حزب الله للمراكز السكانية اللبنانية والمدنيين.
- الصور ومقاطع الفيديو - إسرائيل مقاطع فيديو: أفلام مرئية، أفلام قصيرة، عروض (حزب الله، صراع، تحريض، إرهاب، نصب تذكارية، حماس)
- صور — الخسائر المدنية اللبنانية وأضرار البنية التحتية.
- صور — الخسائر المدنية اللبنانية في مجزرة قانا 2006.
- صورة القمر الصناعي — حارة حريك في الضاحية الجنوبية في بيروت، لبنان، قبل الضربات الجوية الإسرائيلية.
- المعتقلون يصفون عناصر حزب الله أنشطة حزب الله داخل مراكز السكان المدنيين وداخل الهياكل المدنية أثناء الحرب
  - لقطة فيديو، الجزء 1
  - لقطة فيديو، الجزء 2
  - لقطة فيديو، الجزء 3